# オオウラジロノキ
オオウラジロノキ（大裏白の木、学名: Malus tschonoskii）はバラ科リンゴ属の落葉高木 。日本固有種で、山地の尾根筋などに生える。別名、ズミノキ、オオズミ。

## 和名の由来
和名オオウラジロノキの由来は、葉の裏側が白く、同科のアズキナシ属のウラジロノキ（裏白の木）に似て、果実が大きいことによる。また別名のオオズミは、果実が大きいことに由来する。

## 分布と生育環境
日本固有種。本州、四国、九州（九重山）に分布し、山地のやや乾いた尾根などに生育する。

## 形態・生態
落葉広葉樹の高木で、樹高は10 - 15メートル (m) に、直径は30 - 40センチメートル (cm) に達する。樹皮は灰褐色で皮目と黒ずんだ落葉痕がある。新枝（一年枝）は淡紫褐色で綿毛が密生し、成長すると無毛となり赤褐色になり、まるい皮目ができる。托葉は長さ1 cmになる線形で、外側は無毛だが内側には白い軟毛が生える。
葉は互生し、葉身は長さ8 - 14 cm、幅4 - 9 cmになる楕円形、卵形または広卵形で、先端はとがり、基部は円形またはやや心形、縁は不ぞろいな鋸歯か重鋸歯になる。若い葉は両面とも白色または淡黄色の綿毛が密生し、特に裏面はビロード状になるが、成長すれば表面はほぼ無毛となり光沢が出、裏面は白い綿毛がやや密生して残る。葉の側脈は平行し、主脈から鋸歯の先端までに達する。葉柄は長さ2 - 4 cmになり、白色または淡黄色の綿毛が密生しビロード状になる。
花期は5月。枝先に散形花序をだし、白色、まれに淡紅色を帯びた花を4 - 6個つける。花の径は2.5 - 3 cm、小花柄は長さ2 - 2.5 cmあり、白い綿毛が生える。萼にも白い綿毛が密生し、萼筒は鐘形になり長さ5 - 7ミリメートル (mm) 、萼裂片は5個で卵状3角形になり、萼筒と同じ長さで幅は3 - 4 mmになる。花弁は5個、楕円形から円形で、長さ12 - 17 mm、先はまるく、基部は細くなる。雄蕊は多数あり、長さ10 mm、花糸は無毛。花柱は5個あり、離生し基部で合着し、基部は白い軟毛が生える。
果期は10月ごろ。果実はナシ状果で直径2 - 3 cmの球形になり、先端に萼片が残る。黄緑色から淡紅色に熟し、表面に褐色の皮目が目立つ。果肉は白色でやや緑色を帯びる。石細胞があり、リンゴのような酸味があり、食用になる。種子は長さ7 mmになる。
冬芽は5 - 6枚の芽鱗に包まれた長卵形で紅紫色をしており、芽鱗の縁から白い毛がのぞく。枝の先には頂芽がつき、側芽は枝に互生する。葉痕は半円形や三日月形で、維管束痕が3個つく。
- 葉が展開しはじめた頃。
- 樹皮。皮目が多く、落枝痕が残る。
- 萼片、小花柄に白い綿毛が密生する。
- 果実、先端に萼片が残る。

## 利用
樹皮から黄色の染料がとれる。また、材は器具材、家具材などに利用される。